# Prealpi Trivenete

Le Prealpi Trivenete sono la sezione n. 21 secondo la Partizione delle Alpi del 1926 (n. 25 secondo il successivo Atlante orografico delle Alpi, da cui la mappa)

Le Prealpi Trivenete sono una sezione delle Alpi italiane, secondo la tradizione Partizione delle Alpi del 1926.
Si suddividono tradizionalmente in: Prealpi Venete, Prealpi Carniche e Prealpi Giulie.

## Classificazione

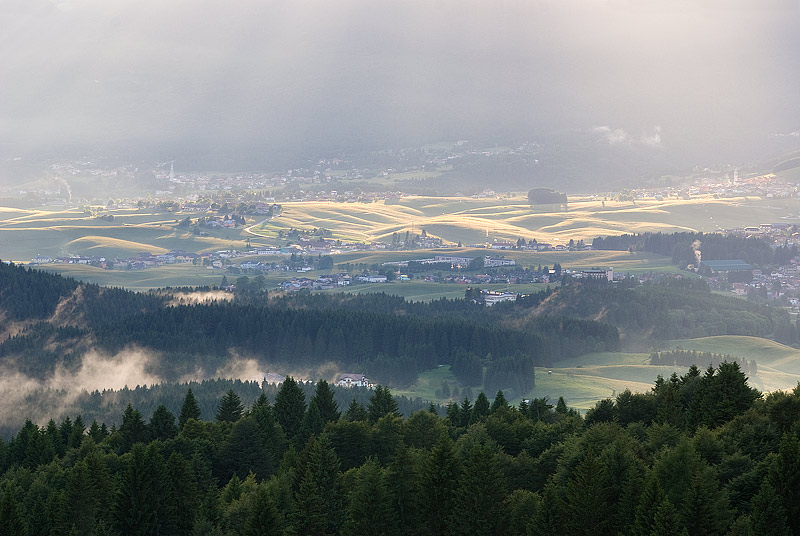
Altopiano di Asiago

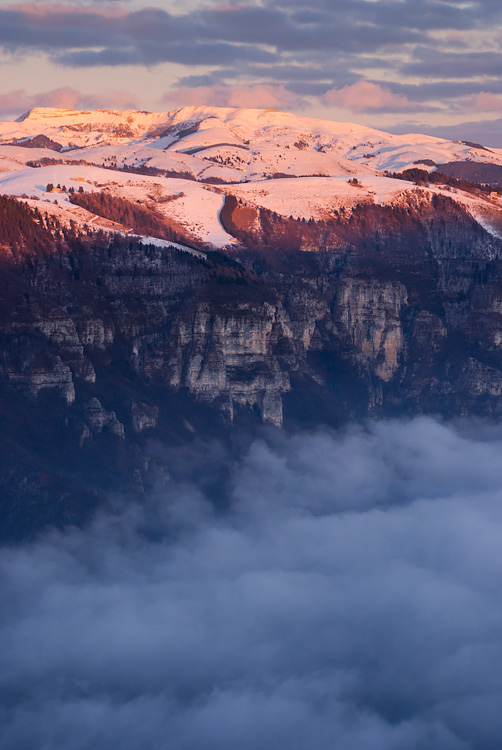
Monte Grappa

Secondo la Partizione delle Alpi del 1926, le Prealpi Trivenete sono una sezione delle Alpi orientali (la n. 21) e sono suddivise in:
- Monti Lessini (21.a)
- Altopiano di Asiago (21.b)
- Monte Grappa (21.c)
- Prealpi bellunesi (21.d)
- Prealpi Carniche (21.e)
- Prealpi Giulie (21.f)

Nella Suddivisione Orografica Internazionale Unificata del Sistema Alpino (SOIUSA) non è presente un settore denominato "Prealpi Trivenete"; il territorio corrispondente è suddiviso  in questo modo:
- una parte è inglobata nella sezione delle Alpi Carniche e della Gail;
- un'altra parte è inglobata nelle Alpi e Prealpi Giulie;
- la parte rimanente costituisce la sezione delle Prealpi Venete.

## Prealpi Venete
Le Prealpi Venete si estendono dal Lago di Garda all'Altopiano del Cansiglio, fra le province di Trento, Verona, Vicenza, Treviso e Belluno. Delle Prealpi Venete fanno parte i gruppi: Cadria, Torta, Monte Bondone, Monte Baldo, Folgaria, Lavarone, Altopiano di Asiago, Piccole Dolomiti, Monte Pasubio, Monti Lessini, Monte Grappa, Col Nudo, Monte Cavallo e Col Visentin. La cima più alta è il Col Nudo (2471 m).

## Prealpi Carniche

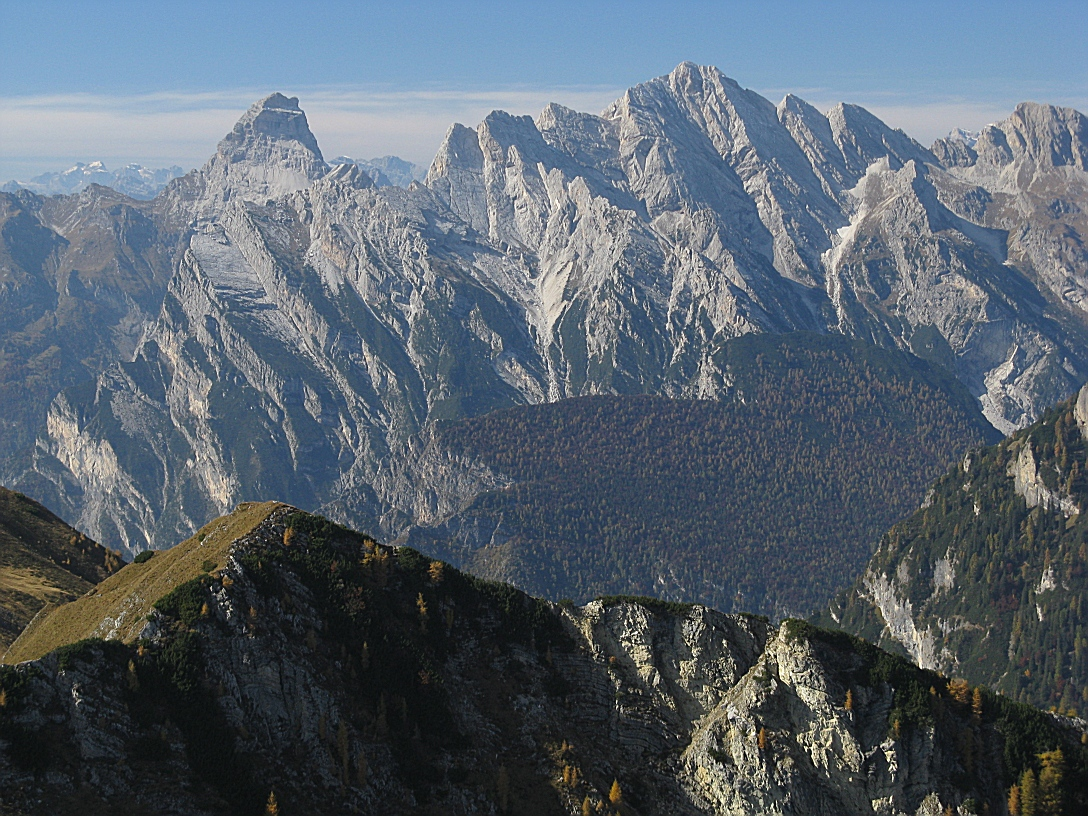
Cima dei Preti

Le Prealpi Carniche si estendono fra l'alta valle del Tagliamento a nord e ad est, la valle del Piave a ovest e la pianura veneto-friulana a sud. Fanno parte delle Prealpi Carniche i gruppi: Monte Cridola, Cima Monfalcon, Monte Duranno, Monte Pramaggiore e Monte Cornaget, appartenenti alle Dolomiti Friulane; Monte Valcalda e Monte Vegnaris. La cima più elevata delle Prealpi Carniche è la Cima dei Preti (2703 m), nelle Dolomiti Friulane.

## Prealpi Giulie
Le Prealpi Giulie sono costituite dall'insieme delle alture poste nell'estrema parte orientale del Friuli-Venezia Giulia che precedono le Alpi e si estendono dalle Prealpi Carniche fino al Carso goriziano. Il territorio che fa parte delle Prealpi Giulie è quindi compreso tra i fiumi Tagliamento ed Isonzo, e limitata a sud-ovest dalla pianura friulana e a nord-est dalla valle di Resia e dalla sella del Monte Guarda. Le Prealpi possono inoltre essere suddivise nei gruppi: Monte Plauris, Monte Chiampon, Gran Monte e Monte Matajur. La vetta più alta è il Monte Plauris (1958 m).